# NK Vinogradar Lokošin Dol
NK Vinogradar ist ein kroatischer Fußballverein aus der Ortschaft Lokošin Dol in der Gemeinde Jastrebarsko in der Nähe von Zagreb. Vinogradar bedeutet übersetzt Winzer.

## Geschichte
Nach der Gründung des Vereins im Jahre 1973 spielte man bis zum Ende der Neunzigerjahre des 20. Jahrhunderts in unteren Ligen. Im Jahre 1996 begann der Aufstieg des Vereins in höhere Klassen, der in die Aufstiege in die dritte kroatische Liga im Jahre 2004 und in die zweite kroatische Liga im Jahre 2007 mündete. 2013 zog Vinogradar seine Mannschaft aus der 2. HNL zurück.

## Stadion
Bis 1980 trug man seine Heimspiele im benachbarten Volavja und Jaska aus ehe man einen eigenen Sportplatz in Mladina bekam. Durch einige Aufstiege musste dieser 2001 ausgebaut werden, wobei man wieder in den Nachbardörfern seine Heimspiele austrug. Mittlerweile spielt man aber wieder Zuhause in Mladina.
Der NK Vinogradar gehört zu den Vereinen, die sich in den nächsten Jahren umstrukturieren und modernisieren müssen, wenn sie die neuen Auflagen des kroatischen Fußballbundes für die zweite Liga erfüllen wollen. Diese Auflagen richten sich seit dem Jahr 2006 nach denen der UEFA.